# Magdaléna Robinsonová
Magdaléna Robinsonová (17. května 1924, Žilina – 24. července 2006, Bratislava) byla slovenská umělecká fotografka, portrétistka, ilustrátorka, reportérka a patří k zakladatelské generaci slovenské fotografie po druhé světové válce. Byla první fotografkou Slovenské národní galerie. V její tvorbě se zrcadlí hrůzy války, které ji zasáhly pronásledováním z rasových důvodů.

## Dětství
Magdaléna Robinsonová se narodila 17. května 1924 v Žilině do židovské měšťanské rodiny. Její otec byl textilní inženýr a matka, která byla i zpěvačkou a klavíristka, byla ženou v domácnosti. Dětství prožila v Žilině, kde i studovala. Nejprve navštěvovala žilinskou lidovou školu a později v roce 1935 studovala na žilinském gymnáziu.

## Druhá světová válka
První transporty Židů začaly v roce 1942, těm se ještě Magdaléně podařilo vyhnout. Dne 29. srpna 1944 vypuklo Slovenské národní povstání, do kterého se zapojila i Magdaléna a její rodina. Magdaléna se svým bratrem se přihlásili na vojenský štáb, kde pracovala jako zdravotnice. V tomto období bylo kolem dvaceti let.
Během volna se rozhodla jít navštívit rodiče do Rajce, kde tehdy pobývali. Právě ten den přišli přes Manin Němci a ze všech stran obklíčili Rajeckou dolinu. Magdalenina matka se snažila chránit jejího otce, což se jí stalo osudným a byla okamžitě usmrcena zastřelením. Magdaléna se svým otcem se dostali na gestapo. Po dvou dnech cesty ve vagónech pro dobytek přeplněných lidmi bez možnosti pohybu, vody, jídla či toalet a aniž by věděli, kam jedou, dorazili uprostřed noci do koncentračního tábora Osvětim.
Jejím úkolem v táboře se stalo kopání protitankových zákopů a když to nebylo možné, nosila velké dřevěné klády z lesa do tábora. Když nezvládala nést těžkou kládu sama, byla potrestána tvrdým bitím, při kterém jí nacisté pažbou zbraně zlomili páteř.
Když se fronta začala nebezpečně blížit, vedení tábora se rozhodlo zbavit všech svědků, aby se nikdo nikdy nedozvěděl, co se dělo v táboře. Nahnali je do otevřených nákladních vlaků, kterými pak cestovali do Buchenwaldu, kde je měli vyložit. Ale Weimar byl právě tehdy bombardován, tak vlak pokračoval dál a Magdalenu vyložil s ostatními přeživšími v koncentračním táboře Bergen-Belsen. Čas strávený v Bergen-Belsenu strávila Magdaléna hlavně prací a pletením rohoží.
Magdaléna v táboře přežila dlouhou dobu až do osvobození kanadskou tankovou divizí, k němuž podle jejích vzpomínek došlo 15. dubna 1945. Kanaďané pochytali poslední německé důstojníky a posbírali tisíce mrtvých těl, které naházeli do masových hrobů. Ostatním přeživším, včetně Magdaleny, poskytli pomoc. V té době vážila jen 24 kilogramů a měla tyfus[nepřesný odkaz]. Při osvobozování od vyčerpání ztratila vědomí. Když se probrala v nemocničním pokoji, byla přesvědčena o tom, že je mrtvá. Až po dvou měsících byla schopna se opět postavit na nohy. V nemocnici oslavila své 21. narozeniny.
Když se zotavila, mohla se vrátit domů. Cesta do Žiliny jí trvala téměř týden, protože tratě byly rozbombardovány. Po příjezdu na nádraží v Žilině ji čekal šok. První člověk, kterého potkala, byl člen pohotovostního oddílu Hlinkovy gardy, který je hlídal na gestapu. Magdaléna ho později ohlásila a propustili ho z funkce. Ke svému neštěstí zjistila, že se v Žilině se vůbec nic nezměnilo, že zůstala ve Slovenském státě. Tento pocit neunesla a pokusila se spáchat sebevraždu, což se jí nepodařilo.

## Život po válce
Po těchto událostech se rozhodla přestěhovat ze Slovenska do Prahy. Zde vystudovala fotografii na Státní grafické škole, a tím začala novou etapu života. Vrátila se zpět do rodné země a usadila se v Bratislavě, kde se stala první externí fotografkou Slovenské národní galerie a zakladatelkou fotografické sekce Svazu slovenských výtvarných umělců. Z fotografování se stala její záliba. Její hluboké realistické cítění a schopnost poetického vidění skutečnosti v kombinaci s jejími životními zkušenostmi a citovými vztahy, které vkládala do své tvorby, ji dělaly výjimečnou a přinesly jí řadu úspěchů.
V roce 1962 chystala Magdaléna v Bratislavě svoji první soubornou výstavu. Vstupní stěnu se rozhodla pořídit z fotografii z místa, kde přežila nejhorší momenty svého života - Osvětimi. K uskutečnění této ideje však potřebovala fotografie, tak se rozhodla vrátit se tam. Hned po příjezdu na místo ji propadla úzkost. Přesto se jí podařilo získat potřebné fotografie. Expozice se uskutečnila v galerii Cypriána Majerníka v Bratislavě a považuje se za jeden z prvních úspěchů slovenské fotografie. Během následujících let své kariéry Magdaléna vystavovala své fotografie na mnoha místech na Slovensku i v zahraničí. Její díla se nacházejí ve sbírkách Slovenské národní galerie, Umělecko-průmyslového muzea v Praze, ale také v Muzeu moderního umění v New Yorku. Její poslední velká expozice se konala v Mirbachově paláci Galerie města Bratislavy v roce 1987. Zemřela v roce 2006 ve věku 82 let v rodné Žilině. V roce 2009 jí město Žilina udělilo nejvyšší ocenění - Čestný občan města Žiliny.
Kromě fotografování, napsala a vydala i několik knih: Hercova tvář (1955), Krása ve dřevě zakletá (1970), Neznámí mistři (1970).